# Церковь Казанской иконы Божией Матери (Алатырь)
Це́рковь Каза́нской ико́ны Бо́жией Ма́тери — церковь-колокольня в городе Алатырь. Является одним из архитектурных символов города.

## История
Построена в 1779 году в стиле эклектика на месте деревянной церкви, сожжённой в 1774 году войсками Е.И. Пугачева.
В 1879 и 1887 годах при церкви были построены 2 каменные часовни, не сохранились.
В 2001 году пожаром была уничтожена деревянная шатровая крыша колокольни, на данный момент восстановлена.

## Архитектура
Сейчас храм имеет форму четверика с трапезной и колокольней. Здание церкви искажено позднейшими перестройками: в 1888 году пристроен придел в честь Кирилла Новоезерского, одновременно с чем изменён архитектурный декор фасадов. В XX веке взамен снесённого завершения церкви надстроен третий этаж. 

Церковь каменная, теплая, длина без южного придела внутри 15 саж. 1 арш., ширина без южного придела 4 саж., длина южного придела внутри 6 саж. 1 арш., ширина 4 саж., высота до верхнего карниза 4,5 саж. На церкви пять глав. Иконостас главного храма 3-ярусный, длина 4 саж., высота 3 саж., в южном приделе: длина 3 саж. 2 арш., высота 2 саж., в трапезной в 2 яруса: длина 3 саж., высота 2 саж. Колокольня построена отдельно от церкви в 1891—1893 гг., каменная, по  обе стороны ее в нижнем ярусе жилые помещения, 3-ярусная, высота 17 саж.— Храмы, приходы и монастыри Чебоксарской и Чувашской епархии
Отдельно стоящая колокольня Казанской церкви возведена в 1891—1893 годах на месте старой колокольни и является архитектурной доминантой исторического центра Алатыря. 

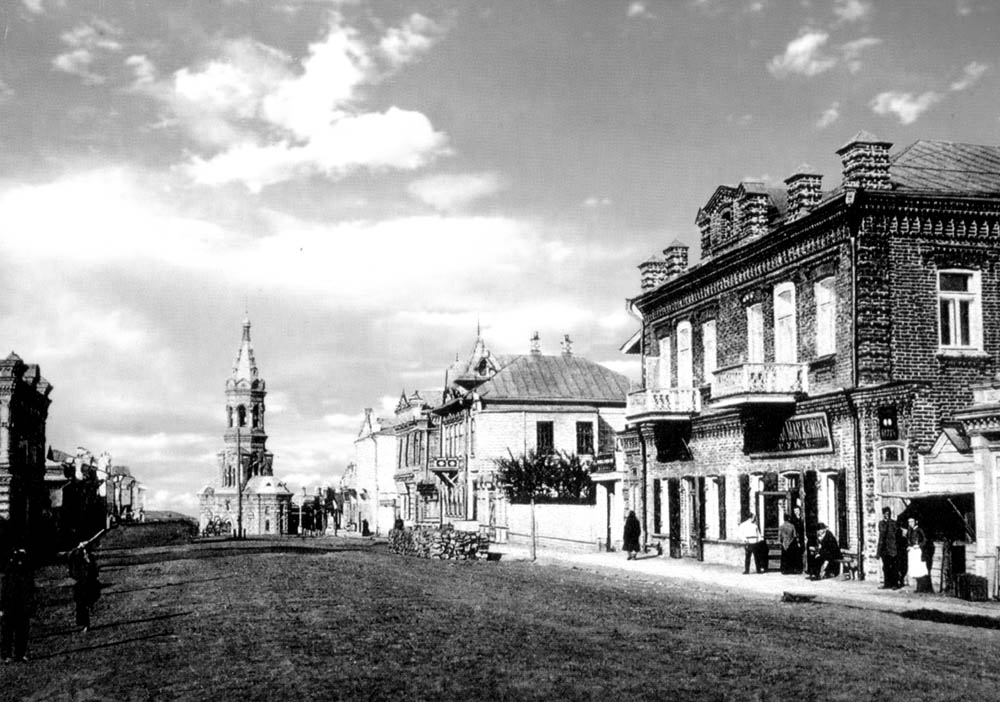
Алатырь. Симбирская улица (ныне улица Ленина). Фото начала XX века. Автор: Н.Н. Валухин

## В филателии
- В 2002 году Казанская церковь была изображена на штемпеле специального гашения в честь 450-летия города Алатырь[5].
- В 2012 году АО «Марка» выпустило в обращение почтовый маркированный конверт «Республика Чувашия. 460 лет. г. Алатырь. Казанская церковь. Старинная открытка. Начало XX в. (дизайнер Х. Бетретдинова)»[6].